# Elskovs Gækkeri
Elskovs Gækkeri er en dansk stum komediefilm fra 1913 produceret af Nordisk Films Kompagni og instrueret af Sofus Wolder efter manuskript af Alfred Kjerulf.
Filmen havde dansk premiere den 27. november 1913 i Biograf-Theatret i København og blev i tysktalende lande distribueret som Wenn man Pech hat ... og i fransktalende lande som Geurrier Malhereux. 

## Handling
Løjtnant Grøn og løjtnant Rønne bliver begge forelskede i den unge frøken Bambæk, der foretrækker løjtnant Rønne. Hun gør grin med løjtnant Grøn, der må opgive.

## Medvirkende
- Maja Bjerre-Lind - Fru Bambæk
- Johanne Fritz-Petersen - Frk. Bambæk
- Frederik Buch - Oberst Brumberg
- Christian Nielsen - Løjtnant Rønne
- Torben Meyer - Løjtnant Grøn
- Vera Esbøll
- Agnes Andersen
- Johannes Ring